# Jean-Baptiste, Conde de Villèle
Jean-Baptiste Guillaume Joseph Marie Anne Séraphin, Conde de Villèle (Toulouse, 14 de abril de 1773 – Toulouse, 13 de março de 1854) foi um estadista francês. Várias vezes primeiro-ministro, ele foi um líder da facção ultra-monarquista durante a Restauração Bourbon.

## Juventude
Ele nasceu em Toulouse, França, e foi criado para ir para a marinha. Ele se juntou ao "Bayonnaise" em Brest em julho de 1788. Serviu nas Índias Ocidentais e Orientais, Preso na Ilha de Bourbon (hoje Reunião) sob o Terror, ele foi libertado pela Reação Termidoriana (julho de 1794). Ele adquiriu algumas propriedades na ilha, e em 1799 casou-se com a filha de M. Desbassyns de Richemont, cujas propriedades ele administrava. Seu aprendizado para a política foi servido na Assembleia Colonial de Bourbon, onde lutou com sucesso para preservar a colônia das consequências da interferência perpétua das autoridades em Paris.e, por outro lado, para evitar que descontentes locais apelem para a proteção dos ingleses.
A chegada do general Decaen, nomeado por Napoleão Bonaparte em 1802, restaurou a segurança da ilha e, cinco anos depois, Villèle, que já havia acumulado uma grande fortuna, voltou para a França. Ele foi prefeito de sua comuna e membro do conselho de Haute-Garonne sob o Império.

## A Restauração Bourbon (1815–1830)
Na Restauração Bourbon de 1814, ele imediatamente declarou os princípios monarquistas. Ele foi prefeito de Toulouse em 1814–15 e deputado pela Haute-Garonne na ultra-monarquista Chambre introuvable de 1815.
Villèle, que antes da promulgação da carta havia escrito algumas Observations sur le projet de constitution, opondo-se a ela por ser de caráter democrático demais, naturalmente tomou seu lugar na extrema direita com os ultrarealistas. Na nova Câmara de 1816, o partido de Villèle estava em minoria, mas sua autoridade pessoal aumentou. Ele era considerado pelos ministerialistas como o menos irracional de seu partido e pelos "ultras" como o mais seguro de seus líderes.
De acordo com a lei eleitoral de 1817, o Abade Grégoire, que popularmente teria votado a favor da morte de Luís XVI da França na convenção, foi admitido na Câmara dos Deputados. O Partido Conservador ganhou força com o alarme gerado por este incidente e ainda mais com o choque causado pelo assassinato do duque de Berry, O duque de Richelieu foi obrigado a admitir no gabinete dois dos chefes dos "ultras", Villèle e Corbière, Villèle renunciou em um ano, mas com a queda de Richelieu no final de 1821 ele se tornou o verdadeiro chefe do novo gabinete, do qual era ministro das finanças.
Embora não fosse um cortesão, foi apoiado na corte por Sosthene de la Rochefoucauld e Madame du Cayla e, em 1822, Luís XVIII deu-lhe o título de conde e o nomeou formalmente primeiro-ministro. Ele imediatamente começou a amordaçar a oposição por meio de rígidas leis de imprensa, e a descoberta de conspirações liberais menores proporcionou uma desculpa para mais repressão. Forçado contra sua vontade a interferir na Espanha por Mathieu de Montmorency e Chateaubriand, ele conseguiu colher algum crédito para a monarquia com a campanha bem-sucedida de 1823.
Nesse ínterim, ele consolidou o poder real persuadindo Luís XVIII a inundar a maioria liberal na câmara alta com a nomeação de 27 novos pares; ele aproveitou a popularidade temporária da monarquia após a campanha espanhola para convocar uma nova Câmara dos Deputados. Essa nova e obediente legislatura, à qual apenas dezenove liberais foram devolvidos, transformou-se em um parlamento septenário, proporcionando assim tempo, pensava-se, para restaurar alguma parte do antigo regime. Os planos de Villèle foram auxiliados pela morte de Luís XVIII e a ascensão de seu irmão, Carlos X, um crente convicto da monarquia absoluta. A administração financeira prudente desde 1815 tornou possível a conversão dos títulos do Estado de 5 para 3%. Propôs-se utilizar o dinheiro liberado por esta operação para indenizar em um bilhão de francos ( Le milliard des emigrés) os emigrados pela perda de suas terras na Revolução; também foi proposto restaurar seus antigos privilégios para as congregações religiosas.
Ambas as proposições foram, com algumas restrições, garantidas. O sacrilégio tornou-se um crime punível com a morte com a Lei Anti-Sacrilégio de 1825 (Loi contre le blasphème), e o ministério estava preparando uma lei para alterar a lei da herança igual, e assim criar novamente as grandes propriedades. Essas medidas geraram violenta oposição no país, que uma nova e rigorosa lei de imprensa, apelidada de "lei da justiça e do amor", não conseguiu reprimir. Os pares rejeitaram a lei da herança e a lei de imprensa; foi necessário dissolver a Guarda Nacional; e em novembro de 1827 setenta e seis novos pares foram criados, e foi possível recorrer a uma eleição geral. A nova Câmara mostrou-se hostil a Villèle, que renunciou para abrir caminho para o ministério moderado de Martignac, que durou pouco.
O novo ministério fez da mudança de Villèle para a Câmara alta uma condição para assumir o cargo, e ele não mais tomou parte nos negócios públicos. Na época de sua morte, ele havia avançado até 1816 com suas memórias, que foram concluídas com a correspondência de sua família como Mémoires et correspondance du comte de Villèle (Paris, 5 vols., 1887-90).